# Special Broadcasting Service
Special Broadcasting Service (SBS; en español: Servicio Especial de Radiodifusión), es una empresa de radiodifusión pública de Australia, dirigida a comunidades étnicas.
Se puso en marcha el 1 de enero de 1978 y su propósito es «ofrecer servicios de radio y televisión multicultural y en distintas lenguas que informen, eduquen y entretengan a todos los australianos para reflejar la sociedad multicultural de Australia».
Actualmente gestiona ocho emisoras de radio (tres analógicas y cinco digitales), seis canales de televisión, un portal web y una orquesta juvenil. Su actividad se financia con aportaciones del Gobierno federal y la venta de publicidad. SBS es independiente de Australian Broadcasting Corporation (ABC), el otro organismo australiano de radiodifusión pública.
Es miembro activo de la Unión Asia-Pacífica de Radiodifusión (ABU) y miembro asociado de la Unión Europea de Radiodifusión.

## Historia

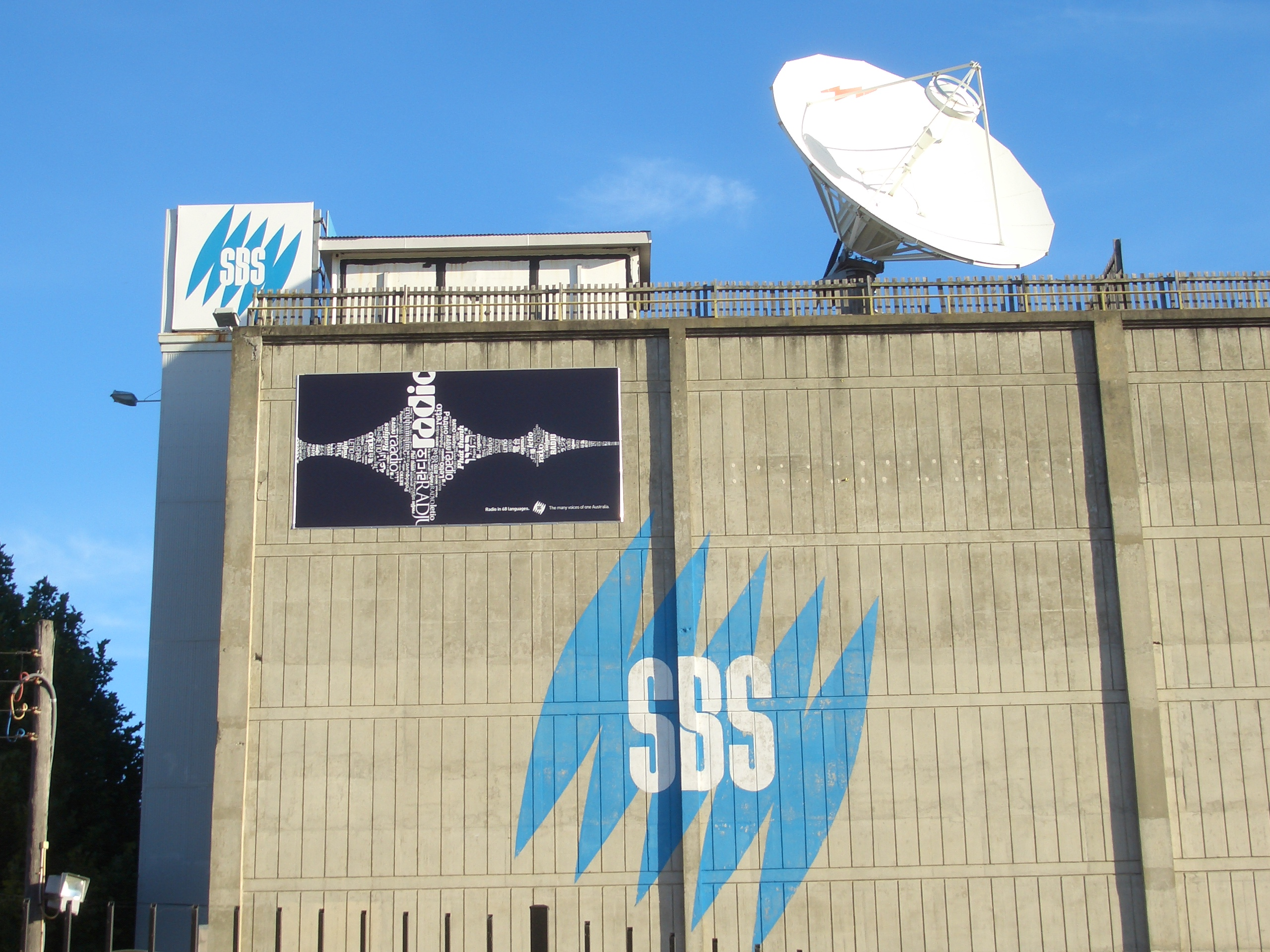
Sede central de SBS en Artarmon, Sídney. En la fachada puede apreciarse el antiguo logotipo.

En 1975 el Gobierno de Australia creó dos emisoras de radio para dar a conocer el funcionamiento del Medibank (servicio público de salud) a los inmigrantes sin lengua materna inglesa. El mes de junio comenzaron las transmisiones en onda media de "2EA" en Sídney y "3EA" en Melbourne, las dos ciudades más pobladas, con mensajes pregrabados en siete y ocho idiomas, respectivamente.
Al año siguiente el ejecutivo impulsó un comité consultivo de radiodifusión étnica, dirigido a mejorar la cobertura informativa de las minorías. Siguiendo sus recomendaciones, se reformó la Ley de Radiodifusión para crear una nueva empresa pública que asumiría el control de las emisoras 2EA y 3EA y expandiría el servicio al resto del país. El nuevo grupo empezó a funcionar desde Milson's Point (Sídney) el 1 de enero de 1978, cuando la nueva ley entró en vigor.
La televisión empezó a emitir en pruebas en abril de 1979, a través de dos frecuencias en Melbourne (ABV-2) y Sídney (ABN-2) los domingos por la mañana. El servicio regular se inició el 24 de octubre de 1980, día de las Naciones Unidas, con el nombre Channel 0/28 en referencia a sus frecuencias de VHF y UHF. La señal estaba restringida a las tardes y tuvo buena aceptación entre su público objetivo, razón por la que en 1983 pudo sintonizarse en Canberra y otros puntos de Nueva Gales del Sur.
Tras un breve tiempo como Network 0/28, el 18 de febrero de 1985 se adoptó el nombre definitivo Special Broadcasting Service (SBS) y se amplió la programación al horario matutino. La cobertura se extendió a otras ciudades con alta población: Brisbane, Adelaida, Wollongong y Gold Coast (junio de 1985); Perth y Hobart (1986) y Darwin (1994).
El futuro de la empresa quedó en entredicho en julio de 1986, después de que el primer ministro Bob Hawke anunciase sus planes de fusionarla con Australian Broadcasting Corporation (ABC), el principal organismo de radiodifusión pública, a partir del 1 de enero de 1987 para recortar gastos. La oposición frontal de las minorías étnicas motivó que Hawke diese marcha atrás.
En 1990 el Gobierno le autorizó vender espacios publicitarios para sufragar el coste de la Copa Mundial de Fútbol, emitida por primera vez en Australia. Un año después este permiso se generalizó con limitaciones: solo puede emitir cinco minutos de anuncios cada hora. Otra innovación fue el traslado en 1993 a un nuevo estudio en Artamon, Sídney, en el que pudo desarrollarse un servicio de radio nacional desde enero de 1994, nuevas radios regionales para las dos ciudades más pobladas y un departamento de internet. La oferta de canales de radio y televisión se amplió en la década del 2000 gracias a la aparición del digital terrestre.
El 8 de mayo de 2012, SBS recibió una aportación gubernamental extraordinaria de 158 millones de dólares australianos para asumir la gestión de National Indigenous Television, la cadena de la comunidad aborigen. El objetivo de este grupo, fundado en 2007, era conseguir un espacio en señal abierta. La nueva dirección tomó el control el 12 de diciembre del mismo año y mantuvo al 90% de la plantilla original.

## Organización
En Australia existen dos grupos de radiodifusión pública nacionales. Special Broadcasting Service es el servicio dirigido a minorías étnicas, mientras que Australian Broadcasting Corporation (ABC) es el nacional. Ambas empresas son independientes entre sí y no tienen ninguna relación.
SBS funciona sobre la base de una Ley de Radiodifusión específica, aprobada en 1991, que regula su labor de servicio público y las normas de programación. El Gobierno de Australia designa a los miembros de la Junta Directiva que desarrolla la gestión diaria del ente. No obstante, la Ley establece su independencia editorial del poder político.
En Australia no existe un impuesto específico para mantener este servicio público; el Gobierno federal otorga fondos a cada grupo en función de su importancia. El 80% del presupuesto de SBS procede de dichas aportaciones. Sin embargo, y a diferencia de ABC, puede emitir anuncios y patrocinadores para cubrir el resto. La publicidad está restringida a cinco minutos por hora y solo puede ofrecerse en «pausas antes o después de cada espacio y durante las interrupciones naturales de la programación».

## Servicios

### Radio
SBS Radio produce programas propios en 75 idiomas (entre ellos el español) que dan servicio a los millones de australianos que hablan al menos una lengua extranjera. Cada programa es un magacín informativo que dura sesenta minutos y está producido en el idioma propio de cada comunidad. Las únicas excepciones en inglés son dos espacios (Alchemy y World View), la locución de continuidad y la medianoche, con boletines del Servicio Mundial de la BBC y de Deutsche Welle.
La programación determina el número de horas que tendrá cada idioma en función de la demanda y el número de hablantes. La cifra y cobertura por idiomas se actualiza cada cinco años sobre la base de un censo.
En la actualidad mantiene las siguientes emisoras de radio.
- SBS Radio 1: Señal en onda media  y frecuencia modulada con boletines en más de 20 idiomas y uno especial para la comunidad aborigen. Solo disponible en Sídney, Melbourne, Canberra y Wollongong.
- SBS Radio 2: Señal en onda media y frecuencia modulada, con boletines en más de 30 idiomas. Solo disponible en Sídney, Melbourne, Canberra (FM) y Wollongong (AM). Es la emisora que transmite el boletín en español.
- SBS Radio: Servicio nacional en frecuencia modulada con boletines y programas en más de 40 idiomas, todos de la primera y segunda emisora. Disponible en el resto de ciudades.

Las siguientes son exclusivas del sistema digital.
- SBS Radio 3: Boletines para comunidades lingüísticas minoritarias, música y transmisión simultánea del Servicio Mundial de la BBC.
- SBS Chill: Música relajante y chill out.
- SBS PopAsia: Música pop asiática. En su mayoría, K-Pop y J-Pop.
- SBS South Asian: Emisora informativa y musical dirigida a la comunidad india de Australia.
- SBS Arabic24: Emisora 100% en árabe. Lanzado en 2016. 
  - SBS PopAraby: Contenedor musical de SBS Arabic24. Música pop en árabe. Previo al lanzamiento de Arabic24, PopAraby funcionaba como emisora digital independiente

Todas las radios pueden escucharse a través de internet. Existe un servicio de radio a la carta (podcast) para escuchar los programas de cada lengua.

### Televisión

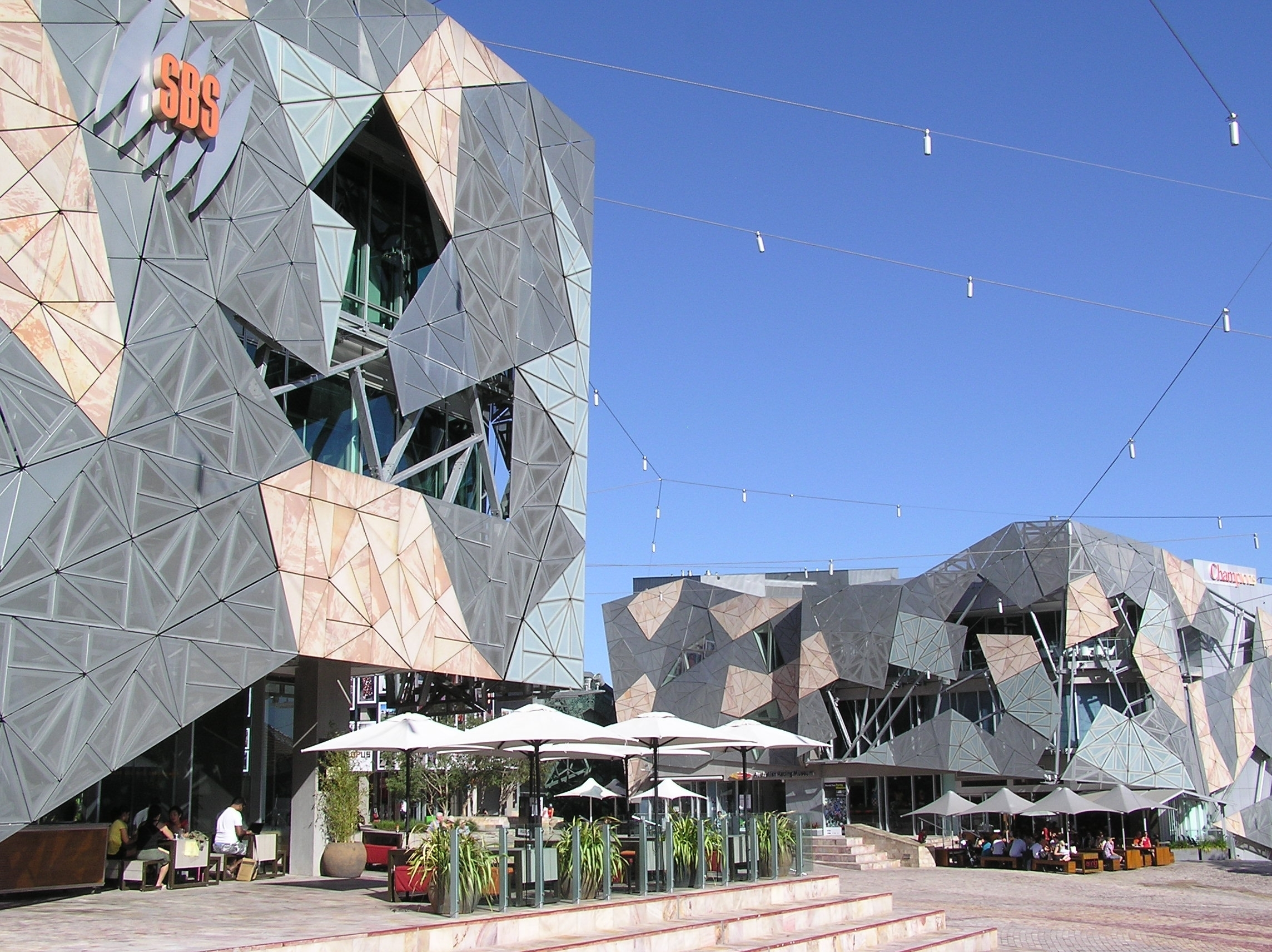
Edificio de SBS en la Plaza de la Federación (Melbourne).

Gestiona seis canales de televisión:
- SBS: Canal generalista con informativos que fue inaugurado en 1980. Desde 2009 hasta 2015 se llamaba SBS One.
  - SBS HD: Versión en alta definición de SBS.
- SBS Viceland: Dirigido al público juvenil y con vocación alternativa, en colaboración con Vice Media. Fue fundado en 2009 como SBS 2 en sustitución del informativo SBS World News Channel.
  - SBS Viceland HD: Versión en alta definición de SBS Viceland.
- NITV: Dirigido a la comunidad aborigen.
- SBS Food: Canal de cocina y comida. Comenzó a emitir en noviembre de 2015 como una versión australiana de Food Network. En noviembre de 2018, toma su denominación actual.[10]
- SBS World Movies: Canal de cine internacional.
- SBS Worldwatch: Canal de noticias continuo, con noticieros de varios países.

SBS ofrece programación generalista con especial atención a la información, la divulgación y los acontecimientos en directo.
Con anterioridad, la SBS operaba dos canales exclusivos para Foxtel: World Movies (cine internacional en versión original) y STUDIO (artes).
El grupo tiene su propio informativo, SBS World News, que durante sesenta minutos da cuenta de lo más destacado del día, dedicando más tiempo a eventos internacionales. Sin embargo, buena parte de la franja matinal y vespertina está cubierta por noticieros de otros países, sacados de BBC, PBS, NHK y Al Jazeera entre otros. Muchas veces son en idiomas distintos al inglés y sin subtitular. En lo que respecta al español, SBS emite el Telediario de Televisión Española.
El resto consiste en películas, documentales, divulgación y programas de entretenimiento. La mayoría son originalmente en inglés, pero incorporan subtítulos si se emiten en otra lengua.
SBS emite para Australia eventos internacionales como la Copa Mundial de Fútbol y el Festival de Eurovisión, con los que ha obtenido audiencias superiores a su media habitual. En 2015 la UER invitó a Australia a competir en la final de la LX edición del festival, después de homenajearles el año anterior, y en 2016 confirmó que sería participante de pleno derecho desde las semifinales.